# Theater Sneek
Theater Sneek is een middelgroot theater in de Stationsbuurt van de Nederlandse stad Sneek.

## Historie
Het theater is in 2008 gesticht in het voormalige postkantoor aan de Westersingel en maakt deel uit van Cultureel Kwartier Sneek. Theater Sneek is de opvolger van het Amicitia Theater, dat begin deze eeuw werd gesloten en opging in CineSneek, als stadstheater van Sneek. Theater Sneek is sinds 2009 een van de organisatoren van het zomerfestival Sneker Simmer.
In juli 2010 werd begonnen met de nieuwbouw van het theater op de plaats van het voormalige postkantoor. Het postkantoor werd hiertoe gesloopt. De theatervoorstellingen weken uit naar de Noorderkerk, aan de andere zijde van de gracht. Het ontwerp van de nieuwbouw kwam van Architectenbureau Alberts en Van Huut. Om bewoners van de Zuidwesthoek te informeren over het nieuwe theater en haar programma wordt in de zomer van 2012 een grote tour langs zes plaatsen gehouden. De bouw van het theater moet in oktober 2012 gereed zijn. Het Cultureel Kwartier en theater worden op 1 en 2 november 2012 officieel geopend. De eerste voorstelling, De Staatsopera van Tatarstan door La Traviata, wordt echter al opgevoerd op 28 oktober.

## Kenmerken
Theater Sneek is, zodra de bouw is afgerond, een zogenaamd middentheater met 620 zitplaatsen. Het theater kent twee zalen, waarvan één buitensdeurs (de Noorderkerkzaal). Naast het gebouw bevindt zich het zelfstandige theater-café KRAMER, dat via een directe doorgang ook vanuit de foyer te bereiken is.

### Zalen
De grootste theaterzaal van Theater Sneek heeft de naam Tüöttenzaal (spreek uit: teutenzaal) gekregen. De kleine zaal van het theater is de Noorderkerkzaal, de voormalige tijdelijke locatie van het theater aan de Kerkgracht. De tüötten waren rondreizende handelaren, die voornamelijk textiel aan de man brachten. De familie Brenninkmeijer is hier een zeer bekend voorbeeld van. Zij stichtte in 1841 de eerste Nederlandse vestiging van het C&A-imperium in aan de Wijde Burgstraat in Sneek.

### Toneeltoren
De toneeltoren van het theater is met 23 meter hoogte een opvallende verschijning. In deze toren zijn de technische voorzieningen voor de voorstellingen verwerkt. Het lichtbaken op de voorzijde van de toren geeft aan welk genre die avond wordt opgevoerd in het theater. Hierbij hebben de volgende kleuren een genreverklaring gekregen:
|  | Kleur   | Genre               |
|  | ------- | ------------------- |
|  | Rood    | Toneel              |
|  | Geel    | Muziektheater       |
|  | Blauw   | Musical             |
|  | Groen   | Cabaret             |
|  | Magenta | Familievoorstelling |
|  | Paars   | Muziek              |
|  | Oranje  | Dans                |
|  | Wit     | Theatershow         |

## Directeuren
- 2024 - heden Annemiek Leienaar
- 2019-2024 Wiebren Buma
- 2012-2019 Lieuwe Toren
- 2008-2017 Ben van der Knaap